# Daping (socken i Kina, Hunan, lat 27,93, long 112,43)
Daping (kinesiska: 大坪, 大坪乡, 大平) är en socken i Kina. Den ligger i provinsen Hunan, i den södra delen av landet, omkring 61 kilometer sydväst om provinshuvudstaden Changsha.
Genomsnittlig årsnederbörd är 1 741 millimeter. Den regnigaste månaden är maj, med i genomsnitt 279 mm nederbörd, och den torraste är oktober, med 50 mm nederbörd.